# Curium(III) oxide
Curi(III) Oxide là một hợp chất vô cơ có thành phần chính gồm hai nguyên tố là curi và oxy với công thức hóa học được quy định là Cm2O3. Hợp chất này tồn tại dưới dạng thức là một tinh thể kết tinh trắng với một tế bào đơn vị có chứa hai nguyên tử curi và ba nguyên tử oxy. Phương trình tổng hợp curi(III) Oxide đơn giản nhất gồm có phản ứng của curi(III) với O2−: 2Cm3+ + 3O2− → Cm2O3.
Curi(III) Oxide có vẻ ngoài có màu trắng hoặc màu của ánh sáng nhạt. Hợp chất này không hòa tan trong nước, nhưng hòa tan trong các axit vô cơ và khoáng. Sự tổng hợp ra hợp chất này lần đầu tiên được công nhận vào năm 1955.

## Ứng dụng
Curi(III) Oxide được sử dụng nhiều trong các phản ứng trong ngành công nghiệp và thuốc thử. Gần đây nhất là năm 2009, các Oxide actinit, ví dụ như curi sesquiOxide, đang được xem xét để sử dụng trong lưu trữ (dưới dạng gốm thủy tinh bền vững) để vận chuyển các chất chuyển hoá nhạy cảm với ánh sáng và không khí.